# ملعب الأكاديمية الوطنية
ملعب الأكاديمية الوطنية هو ملعب متعدد الاستخدام يقع في بروفيدنسياليس عاصمة جزر تركس وكايكوس . غالبا ما يتم استخدامه لمباريات كرة القدم . يسع الملعب لجلوس 3 آلاف متفرج . يعتبر الملعب الرسمي الذي يخوض فيه منتخب جزر تركس وكايكوس مبارياته الدولية . تم افتتاح الملعب في 2004 .
1. ↑  مذكور في: جيونيمز. الوصول: 6 أبريل 2015. لغة العمل أو لغة الاسم: الإنجليزية. تاريخ النشر: 2005.